# Конвой №4526
Конвой № 4526 — японський конвой часів Другої світової війни, проведення якого відбувалось у травні — червні 1943-го.
Вихідним пунктом конвою був атол Трук у центральній частині Каролінських островів, де ще до війни створили потужну базу японського ВМФ, з якої до лютого 1944-го провадились операції в цілому ряді архіпелагів. Пунктом призначення став розташований у Токійській затоці порт Йокосука, що під час війни був обраний як базовий для логістики Трука.
До конвою первісно увійшли ремонтне судно «Хаккай-Мару» і транспорт «Ното-Мару», тоді як ескорт забезпечували кайбокан (фрегат) «Окі» та мінний загороджувач «Токіва».
Загін вийшов у море 26 травня 1943-го, при цьому через загрозу від американських підводних човнів на найближчих підходах до Труку його додатково охороняв тральщик W-8. За кілька діб конвой прибув на Сайпан (Маріанські острови), де до нього приєднався транспорт «Могамігава-Мару» (до того пройшов з Труку на Сайпан у конвої № 4521). При відході від Сайпану додатковий ескорт забезпечував мисливець за підводними човнами CH-11.
3 червня 1943-го вже на завершальній ділянці маршруту по загону випустив сім торпед підводний човен USS Salmon, проте жодна з них не влучила в ціль. Так само безрезультатною виявилась і контратака глибинними бомбами, яку провів «Окі».
5 червня 1943-го конвой успішно досягнув Йокосуки.